# Roman Holiday (canção)
"Roman Holiday" é uma canção da rapper trinidiana-americana Nicki Minaj, contida no segundo álbum de estúdio da artista, Pink Friday: Roman Reloaded, de 2012. Foi escrita por Onika Maraj, Larry Nacht, Safarree Samuels, Winston Thomas e produzida por Blackout Movement. A faixa dos gêneros ópera, pop rap e rock progressivo foi recebida com aclamação geral por profissionais de música, onde conta uma fase da vida da personagem Roman Zolanski após sua reabilitação em Moscow, organizada pela sua mãe Martha Zolanski, ambas alter-egos de Minaj.
"Roman Holiday" foi apresentada ao vivo no 54º Grammy Awards em 12 de fevereiro de 2012, onde Minaj atuou como Roman Zolanski e organizou seu exorcismo, que foi bem recebido por profissionais e considerada blasfêmia e controvérsia por grupos religiosos. A faixa, após o lançamento do disco, estreou no número treze da Bubbling Under Hot 100 Singles, correspondendo ao número 113 do Hot 100, 29 e 31 pela R&B/Hip-Hop Digital Songs e Rap Digital Songs, respectivamente. Ambas paradas musicais publicadas pela revista Billboard.

## Antecedentes e composição
Em entrevista à MTV, Minaj discutiu o destino de sua personagem e alter-ego, Roman Zolanski: "... se você não tiver familiarizado com o Roman, então você estará familiarizado com ele muito em breve. Ele é o garoto que vive dentro de mim. Ele é um lunático e ele é gay e ele vai aparecer muito lá [no álbum]." Minaj imaginou que Roman foi exilado na Rússia: "Bem, ele estava lá [em Moscow] secretamente porque Martha queria que ele estivesse lá. Então eles colocaram-o nessa coisa com monges e monjas, e estavam tentando reabilitá-lo."
"Roman Holiday" é uma canção dos gêneros ópera, pop rap, rock progressivo em ritmo acelerado, que se estende por quatro minutos e cinco segundos. É apresenta uma produção complexa, utilizando elementos como efeitos de som de chocalho, gotas sonoras, sintetizadores e laser. Há amostras do tradicional hino "Oh Come All Ye Faithful". A canção recebeu comparações com "Roman's Revenge" de Minaj, do álbum Pink Friday (2010) e "Bohemian Rhapsody" da banda Queen, do álbum A Night at the Opera (1975). A batida e a letra foram criadas por Blackout, Minaj e Nacht, a mesma equipe responsável por "Blow Ya Mind" do álbum Pink Friday, disponível em sua versão deluxe.

## Recepção da crítica
"Roman Holiday" recebeu aclamação geral da crítica de música. Jessica Hopper da Spin, chamou a canção de "quase impecável" e "teatro puro, o mais próximo que o hip-hop chega do seu próprio 'Bohemian Rhapsody', cheio de intensidade e emocionantes versos inquietos que beiram o ridículo, mas sempre com uma mudança triunfante". Ela descreveu a canção como parte da "fachada gratificante (do álbum)" e rejeitou as "subseqüentes faixas pop": "As demasiadas canções perfeitas produzidas por Dr. Luke são sua penitência para esconder a enlouquecida 'Roman Holiday" que está lá". Jim Farber do The NY Daily News elogiou o estilo da música e a filosofia: "O topo do segundo CD da estrela, 'Pink Friday: Roman Reloaded', transforma essa evolução em tapas na suas costas. Os ritmos, as texturas e as inflexões de uma das melhores faixas de muitas aberrações, despista qualquer preparo que a estrela usava. Preenche o ato de abertura, 'Roman Holiday'. Quando Minaj projetou essa cançoneta no Grammy em fevereiro, seu doido (alguns disseram que é blasfema) teatro obscureceu a originalidade de ambas, a batida e o rap de Minaj. No disco, você pode aproveitar ao máximo seu estilo agitado e intermitente — uma cadência maníaca informado pela sua própria graça. No espaço de uma faixa, Minaj mistura arremessos e rimas para criar o máximo de surpresa rítmica como uma história em quadrinhos. Usando a personagem Roman Zolanski — o homem gay mais empolgado imaginável — Minaj solta um vomito de humor profano. Ela corresponde aos vocais e ritmos percussivos que se fundem a um dialeto de Trinidad, uma atitude de Nova Iorque e um salto Hindi-hip-hop. Jody Rosen da Rolling Stone, disse: "Nicki Minaj é um pesadelo purista. Ela não apenas escarrancha em categorias pop, ela despeja-as em um processador de alimento, joga-as a um purê superficial, então forma um míssil e joga em toda a bagunça." Para ilustrar seu ponto, ele passa então a descrever "Roman Holiday": "(O álbum) Roman Reloaded começa com Minaj – a mulher birracial de Queens via Trinidad – discursando na sua voz (polonesa?) o alter ego 'irmão gêmeo' homossexual. Na mesma canção, ela assume a voz de Martha Zolanski, mãe de Roman, cantando com um sotaque londrino dos desenhos animados. 'Tome seu remédio, Roman', conselhos de Minaj/Martha. 'Quack quack de um pato e de uma galinha também/E coloque a hiena em um zoológico de aberrações' responde Minaj/Roman. Mais tarde, ela arrebenta em 'O Come, All Ye Faithful.'"

## Apresentações ao vivo

### 54º Grammy Awards
"Roman Holiday" fez sua estreia em 12 de fevereiro de 2012 no 54º Grammy Awards. Foi a primeira canção realizada no palco da premiação por uma rapper feminina solo. Minaj, sobre o conteúdo da apresentação, que mostrava a personagem Roman sendo exorcizado, disse em uma entrevista à Rap-Up: "Eu tive essa visão para ele ser tipo exorcizado—ou na verdade ele nunca chegou a ser exorcizado—mas as pessoas ao seu redor dizem que ele não é bom o suficiente, porque ele não é normal, ele não está se misturando com o Joe. E então sua mãe está com medo e as pessoas ao seu redor estão com medo porque nunca tinham visto nada parecido com ele. Ele quis mostrar que não só ele é incrível, como é seguro de si e confiante, mas ele nunca vai mudar, ele nunca vai ser exorcizado. Mesmo quando eles joguem água benta sobre ele, ele ainda se levanta." A canção foi escolhida pelos produtores do Grammy após Minaj apresentá-la a eles: "[...] Eu toquei para eles 'Roman Holiday' e eu não podia tocar mais nenhuma música depois que ouviram aquilo. Eles ficaram loucos. Eu poderia ter escolhido uma canção pop moleza, mas eu não posso mais fazer isso. Eu tenho que permanecer fiel ao que eu estou fazendo."
A apresentação de "Roman Holiday" foi bem recebida por críticos. A MTV comentou que "foi a performance mais elaborada da noite do Grammy e todo mundo ficou falando", o editor Steve Knopper da revista Rolling Stone chamou-a de "perturbadora, mas mesmo assim grande de alguma forma" e David Marchese da Spin descreveu como "impressionante e fantasmagoricamente estranha." Maureen Down do jornal The New York Times escreveu que a apresentação da canção "foi mais bizarra do que escandalosa", lembrando a "antiga e má" Madonna. Kyle Anderson do Entertainment Weekly afirmou que após quatro dias do desempenho os meios de comunicação ainda estavam comentando "Uh, o que foi aquilo?", mas ela alega que a performance foi "confusa e um tanto mal executada."
A atuação de Minaj, ao performar um "exorcismo" da sua personagem Roman na premiação foi considerada controversa e blasfêmia por grupos religiosos, na maioria católicos. Bill Donahue do grupo conservador The Catholic League escreveu: "Se Minaj está possuída é certamente uma questão em aberto, mas o que não está em dúvida é a irresponsabilidade da 'The Recording Academy'."  Em resposta, a coreografa Laurieann Gibson, que organizou a apresentação, no entanto, disse: "Eu, pessoalmente, prefiro ficar longe de todos os movimentos religiosos. Não houve cruzes. Não havia símbolos religiosos. Nós temos certeza que foram muito respeitados. O bispo era uma figura simbólica. Ele não foi [intencionado] de forma negativa, mas em uma posição de autoridade."

## Desempenho em paradas musicais
"Roman Holiday" estreou no número treze da Bubbling Under Hot 100 Singles, correspondendo ao número 113 do Hot 100 e na 29 e 31 pela R&B/Hip-Hop Digital Songs e Rap Digital Songs, respectivamente. Ambas paradas musicais publicadas pela revista Billboard.
| Parada musical (2012)                                | Melhor posição |
| ---------------------------------------------------- | -------------- |
| Estados Unidos - Bubbling Under Hot 100 Singles      | 13             |
| Estados Unidos - Billboard R&B/Hip-Hop Digital Songs | 29             |
| Estados Unidos - Billboard Rap Digital Songs         | 31             |

## Créditos de elaboração
ista-se abaixo os profissionais envolvidos na elaboração de "Roman Holiday", de acordo com o encarte acompanhante ao Pink Friday: Roman Reloaded:
- Vocais: Nicki Minaj,
- Compositores: Onika Maraj, Larry Nacht, Safarree Samuels, Winston Thomas

Gravados em: Conway Studios Los Angeles CA
- Gravação: Ariel Chobaz
  - Assistência: John Sher
- Engenheiro de mixagem: Ariel Chobaz
  - Assistência: Lyttleton "Cartwheel" Carter
- Vocais adicionais: Marissa Bregman
- Produção: Blackout Movement